# 掠食性鱼类

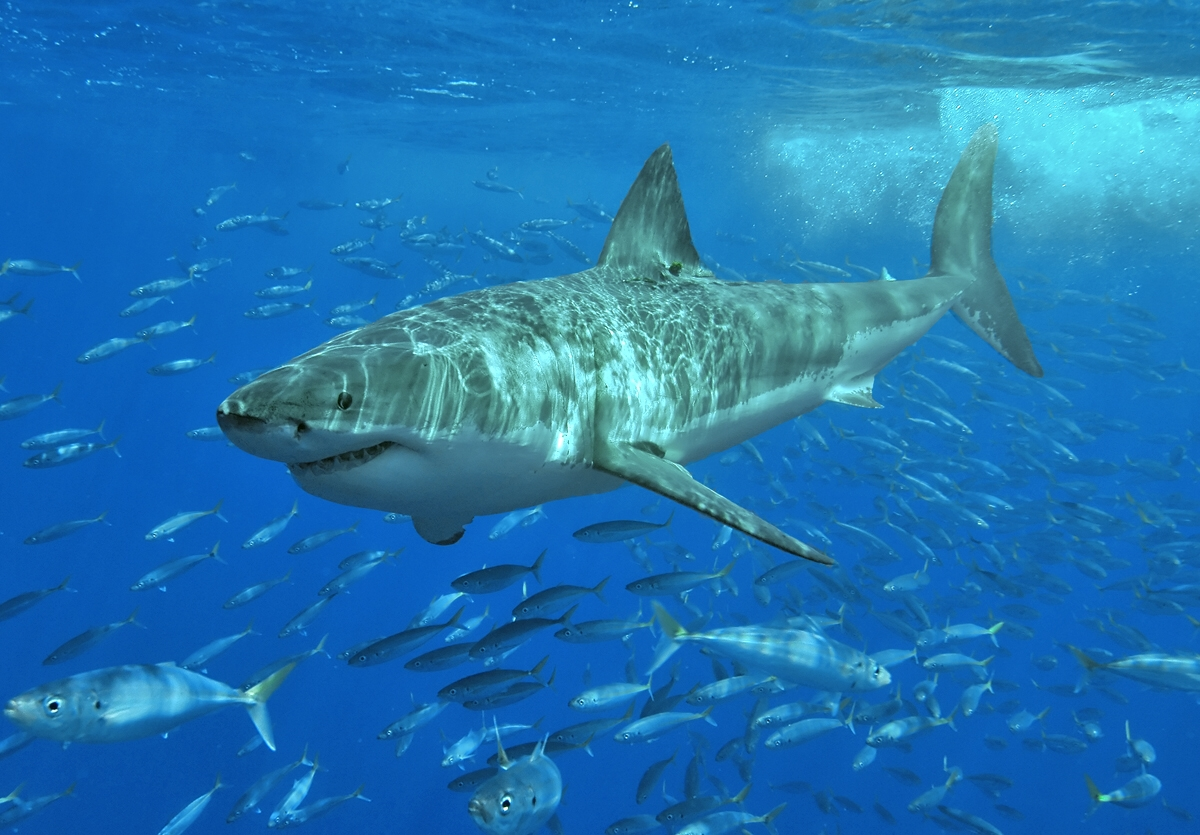
大白鲨，现存体型最大的掠食鱼

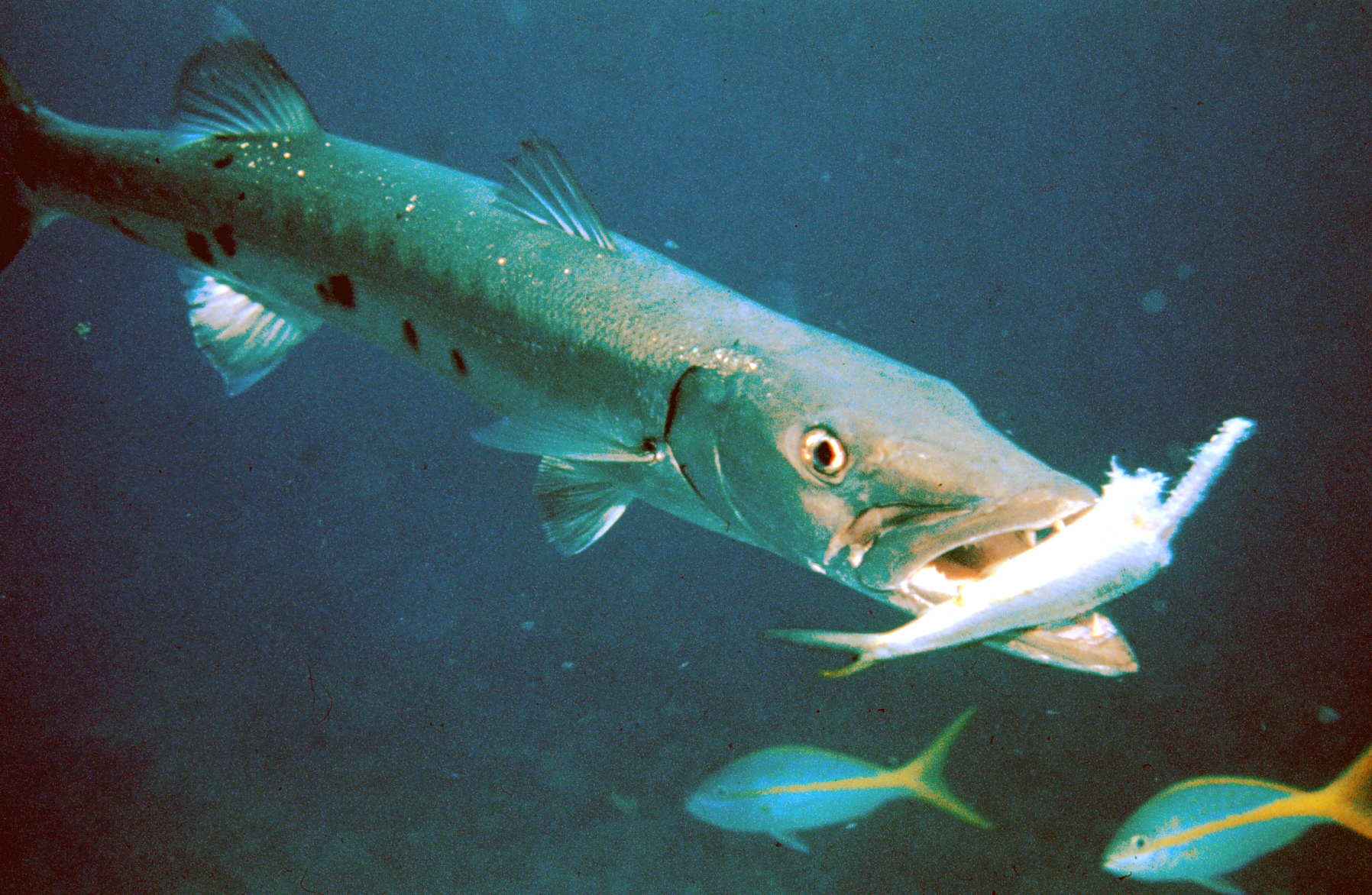
梭鱼捕杀其它小鱼

掠食性鱼类（predatory fish）简称掠食鱼，泛指任何主动捕食其它水生动物（包括其它鱼类、甲壳类、软体类、棘皮类、水生昆虫、两栖动物、水生哺乳动物、爬行动物、水鸟等）的高度食肉性鱼类，著名例子包括鲨鱼、尖嘴鱼（剑鱼和旗鱼）、梭鱼、狗鱼、金枪鱼、石斑鱼、鲈鱼、鲑鱼/鳟鱼、骨舌鱼和虎鱼等等。一些杂食性鱼类有时也展现出掠食性，比如红腹食人鱼和鲶鱼。
掠食性鱼类会根据栖息环境、食源的种类和丰富程度而选择不同的猎物和捕食策略，因而会对其自身和当地猎物的演化方向和效率都产生影响。如果被引入一个新的生态环境中，掠食鱼很容易就成为入侵物种，而且通常会因为没有天敌而成为顶级掠食者，比如美国东部和东南部的鳢鱼。
许多掠食鱼，比如金枪鱼、鲑鱼、鲯鳅、石斑鱼和鳕鱼，都是十分受人类欢迎的食用鱼，也是渔业重点的捕捞对象。但因为掠食鱼通常处于食物链中上层，会因为生物放大作用在体内积累更高浓度的污染物——特别是汞，可能会造成食品安全问题。
掠食鱼（特别是大型的顶级掠食鱼）对其所在淡水和海洋生态系统的物种平衡有着很重要的作用。目前海洋中的大型掠食鱼数量目前估计只有前工业时期的十分之一，在目前渔业过度捕捞的压力下面临很大的灭绝风险。做为食物网中上层的物种，大型掠食鱼对环境突变的适应能力远不如中小型的杂食鱼，在6600万年前白垩纪﹣古近纪灭绝事件中就有过不成比例的大规模绝种，因此是渔场管理需要考虑的重要因素。建立禁渔的海洋保护区可以在一定程度上帮助恢复大型掠食鱼的种群数量。